# جمعية مرشدات رواندا
جمعية مرشدات رواندا هي المنظمة الإرشادية الوطنية في رواندا. تأسست في عام 1962، وأصبحت عضوا في الرابطة العالمية للمرشدات وفتيات الكشافة في عام 1981. الجمعية موجهه للفتيات فقط وتضمّ 13807 عضوة (اعتبارا من 2013).